# Буран 2.01
Изделие 2.01, Буран 2.01 (серийный номер 11Ф35 К3) — третий лётный экземпляр орбитального корабля, создававшийся в рамках советской космической программы «Буран». Для корабля предназначалось название «Байкал», но до нанесения его на борт дело не дошло. Строительство не было завершено по причине недостаточного финансирования и закрытия программы Многоразовой транспортно-космической системы в 1993 году, когда степень готовности изделия оценивалось в 30—50 %.

## Отличия от «Бурана»

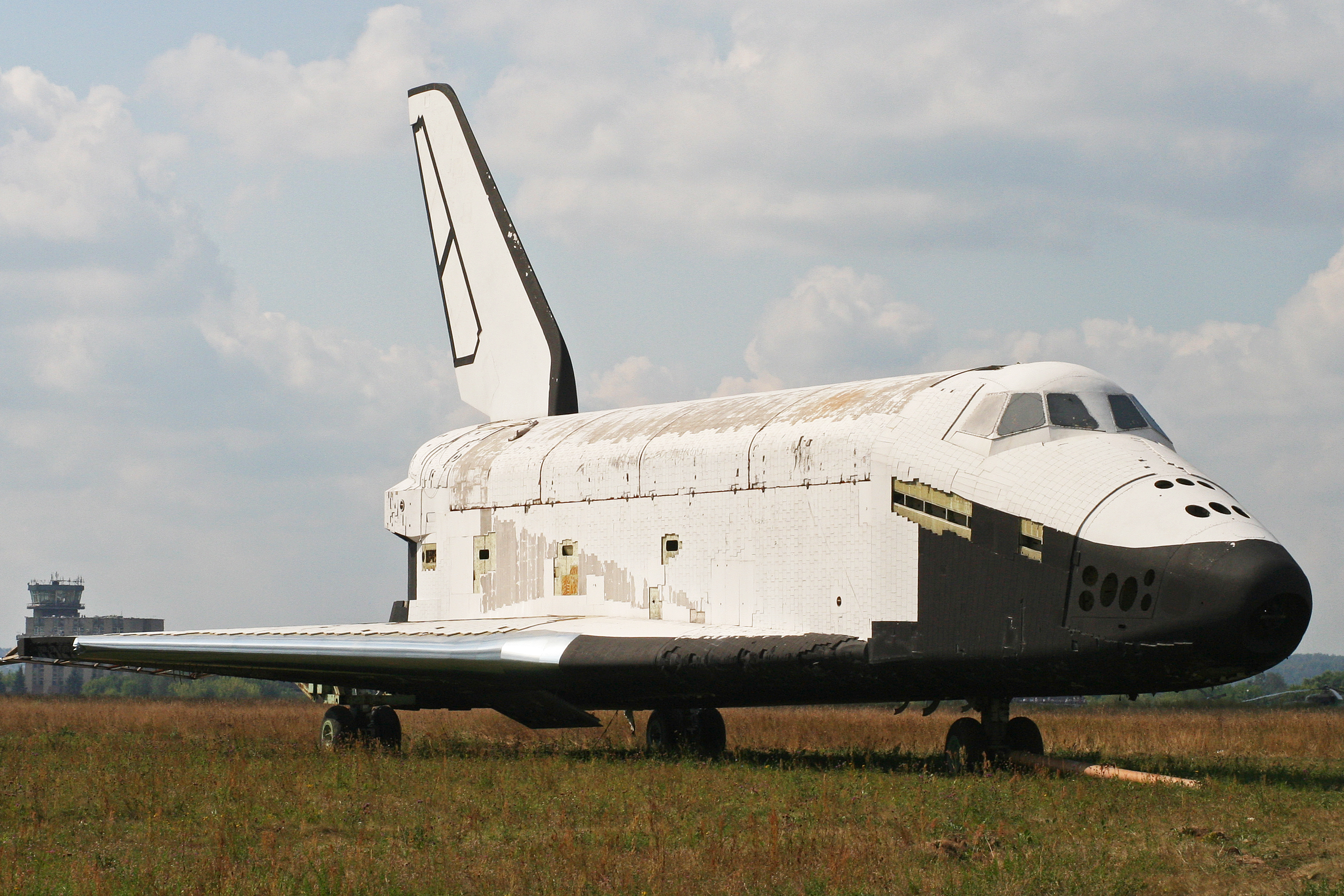
«Буран 2.01», 2012

Изделие 2.01 является первым из второй серии кораблей типа «Буран». В отличие от корабля «Буран», который летал в космос, «Байкал» был доработан для более сложного и длительного полёта. На нём впервые были установлены полностью штатные комплекты систем, необходимые для многодневного космического полёта. В частности, предстояло испытать в реальных условиях космоса систему электропитания мощностью до 30 кВт, в основе которой впервые (после совершившего единственный неудачный полёт ЛОКа) в советской космонавтике использовались электрохимические генераторы с водородно-кислородными топливными элементами, непосредственно преобразующими химическую энергию реакции окисления водорода кислородом в электрическую. В кабине устанавливались два катапультируемых кресла К-36РБ.

## План полёта
Полёт изделия 2.01 был намечен на 1994 год. Корабль должен был стать первым пилотируемым в программе «Буран». Продолжительность полёта третьего лётного экземпляра должна была составить 24 часа. Этот полёт считался испытательным, потому экипаж должен был состоять лишь из двух космонавтов. Корабль должен был быть оборудован системой жизнеобеспечения и двумя катапультируемыми креслами. Экипаж состоял бы из двух космонавтов — Игоря Волка (командир) и Александра Иванченкова (бортинженер).

## Нынешнее состояние

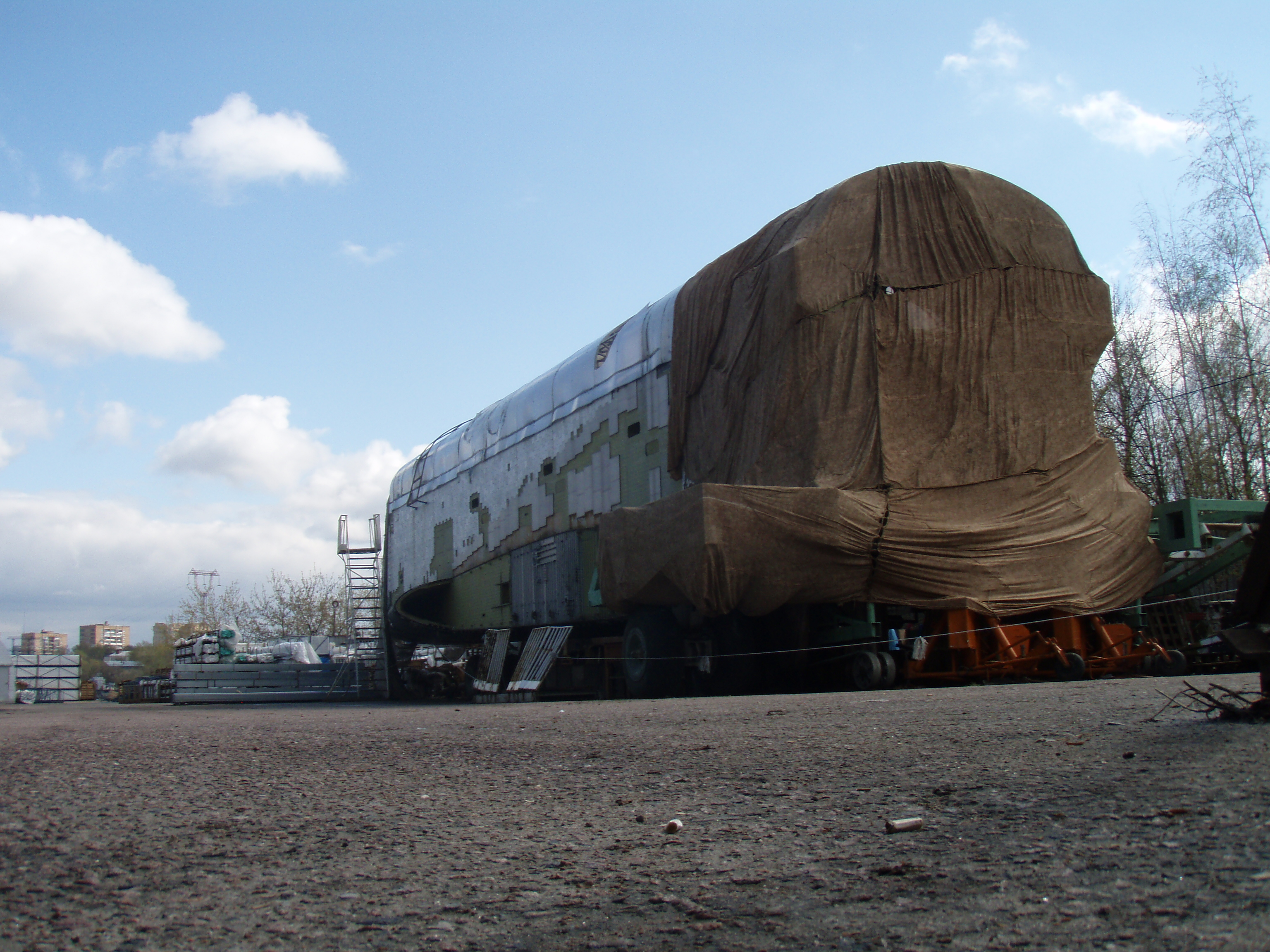
«Буран 2.01», находившийся до 22 июня 2011 в Москве, на
ул. Лодочной, 18

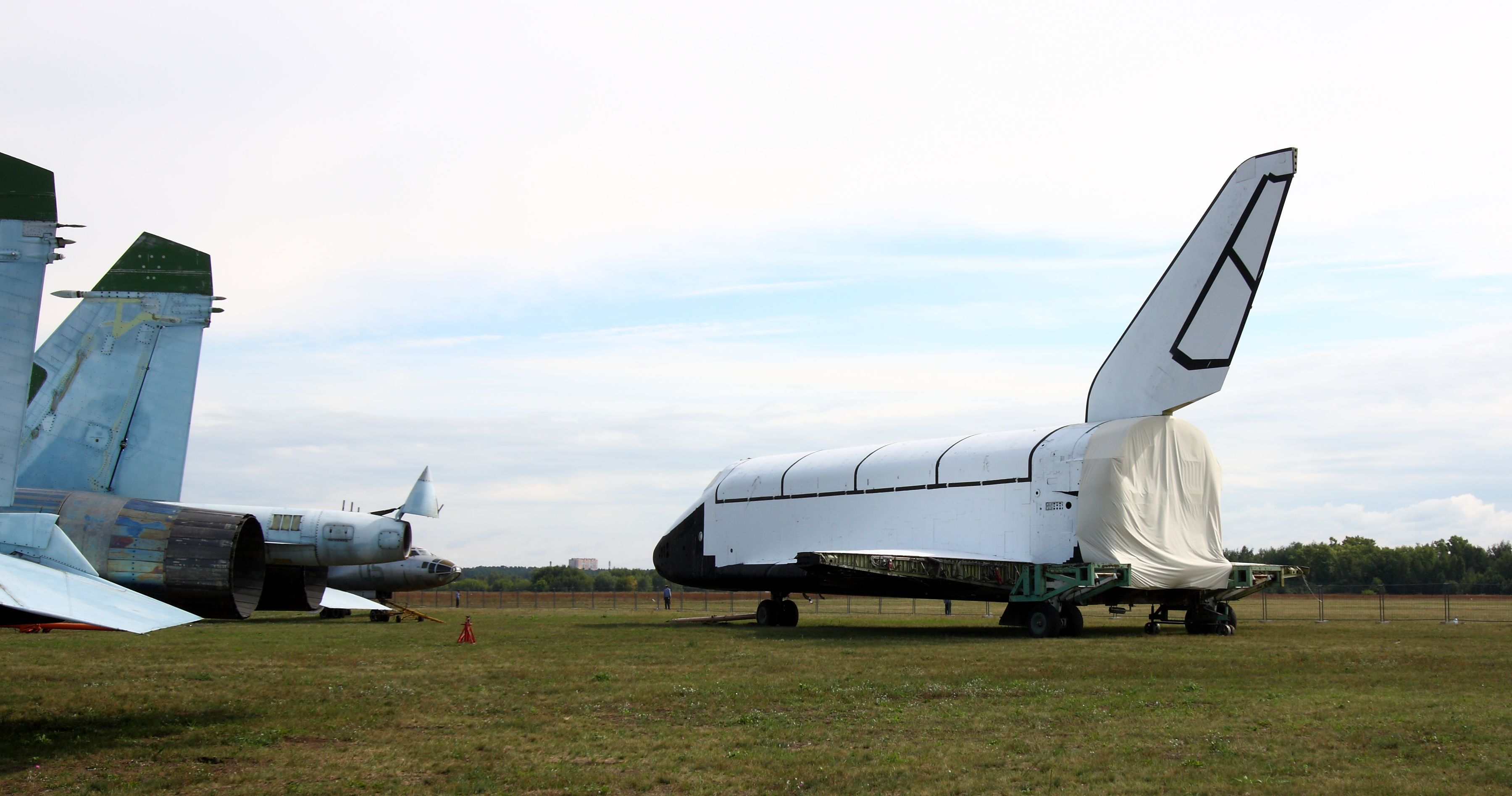
«Буран 2.01» в ЛИИ им. Громова,
август 2011 года

До 2004 года «Буран 2.01» находился в цехах Тушинского машиностроительного завода. В октябре 2004 года перевезён на причал Химкинского водохранилища для временного хранения. В 2006 году НПО «Молния» продало 2.01 фармацевтической компании «Сиа Интернейшнл ЛТД» за 100 тыс. $ с целью дальнейшей перепродажи.
23 июня 2011 года корабль по Москве-реке на барже доставили в Жуковский, на территорию ЛИИ для реставрации и последующего показа на авиасалоне «МАКС-2011»; после авиасалона изделие останется на аэродроме Жуко́вский.
В августе 2011 года на территории проведения авиасалона «МАКС-2011» можно было увидеть отреставрированное с одной стороны изделие.
Аппарат был передан на территорию Жуковского по решению гендиректора «Ростеха» Сергея Чемезова для восстановления и показа на салонах «МАКС».
В 2012 году он был замечен во время авиашоу, посвященном 100-летнему юбилею ВВС России. Ожидалось, что аппарат в Жуковском отреставрируют, а впоследствии покажут на выставке «МАКС-2013», но на выставке он так и не появился. Компания «Авиасалон» не выполнила распоряжение Чемезова и в 2012 году корабль был законсервирован силами волонтёров и сотрудников ЛИИ. Он остался в аэропорту Жуковский, на территории ЛИИ им. Громова (55°34’16.3"N 38°08’34.5"E).
Осенью 2021 года владельцем космического корабля «Буран» стал директор музея техники Вадим Задорожный. Новый владелец в письме РИА Новости заявил, что для восстановления «Бурана» нужно построить специальный ангар, сделать это в ЛИИ им. Громова (г. Жуковский) невозможно. Восстановление «Бурана» планировалось начать в 2022 году. Сегодня, по данным самого ЛИИ им. Громова, внешний вид «Бурана» находится в неудовлетворительном состоянии — его крылья потеряли несгораемую обшивку, частично повреждены основные детали, отсутствует шасси и многие другие важные элементы. Наиболее вероятная площадка, где будет восстанавливаться Изделие 2.01 «Байкал» — это кинокомплекс ВоенФильм-Медынь находящийся в Калужской области.
В июле 2024 года корабль передан в Музейный комплекс УГМК в Верхней Пышме; 
с января 2025 года началось его восстанавление. 20 мая он занял постоянное место в специально построенном павильоне в музейном комплексе УГМК